# Germaine Martinelli

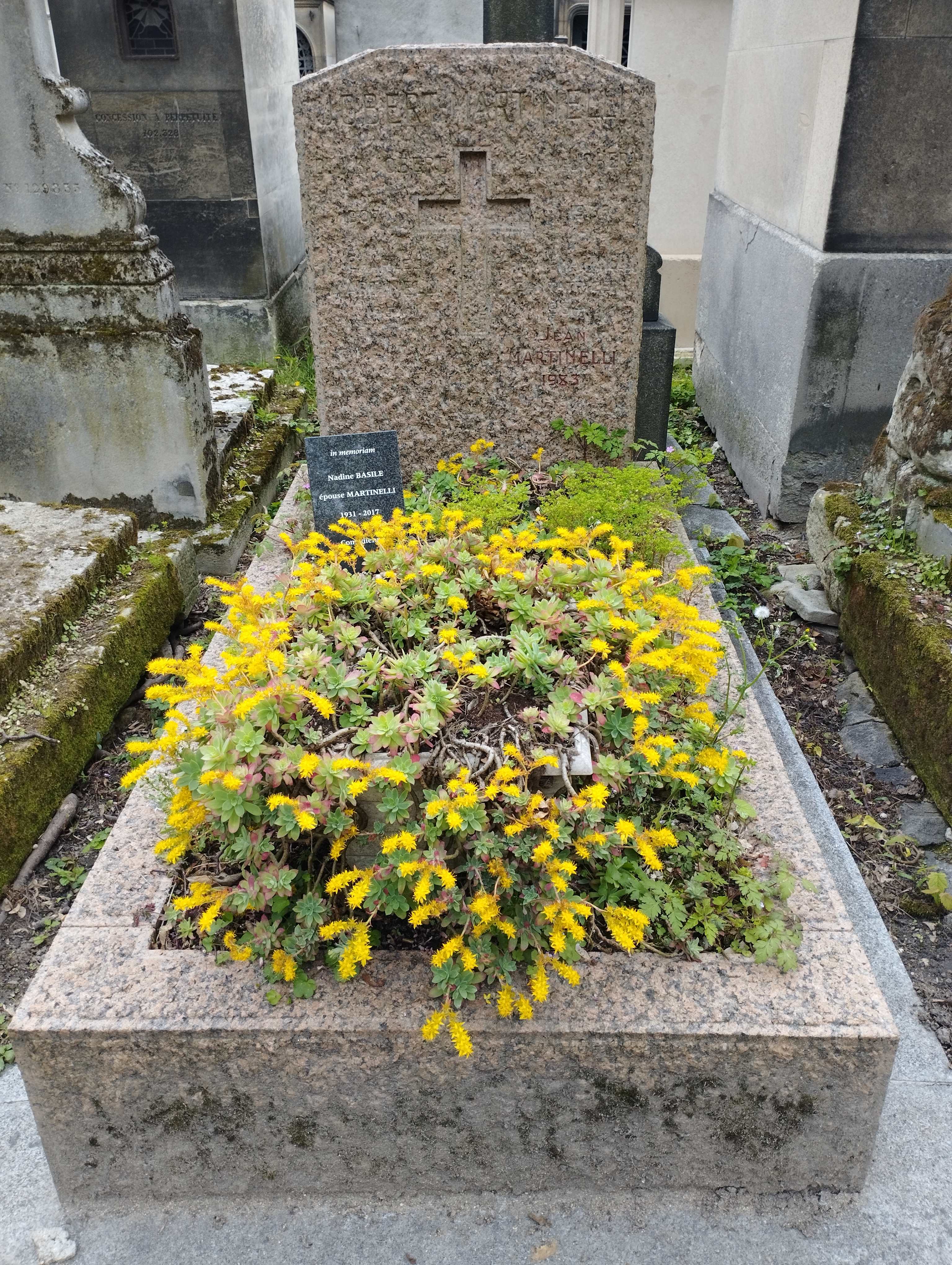
Sepultura de Germaine Martinelli.

Germaine Martinelli (París, 30 de septiembre de 1887- 8 de abril de 1964) fue una soprano francesa de destacada actuación en conciertos y recitales Fue contemporánea de Lotte Lehmann, Frida Leider, Ninon Vallin, Germaine Lubin, Marie Delna, Yvonne Gall y Fanny Heldy.

## Biografía
Hija del conocido doctor Jean Baptiste Jobert y Marie Justine Tabaran, llevó el primero el nombre Germaine Tabaran siendo reconocida por su padre en 1891 quien la llevaba a conciertos desde pequeña. Su temprana afición por el canto permitió que debutase a los 13 años en la Sala Pleyel como Germaine Jobert. Comenzó como mezzosoprano hasta convertirse en soprano dramática, estudiando con el barítono Jean Lassalle, creador del personaje El rey de Lahore de Massenet y luego con Albert Petit, eminente representante del método Manuel García, padre de Maria Malibrán. 
Como solista en salas de concierto con orquesta fue dirigida por Eugene Ysaye, Ernest Ansermet, Pablo Casals, Henry Tomasi y otros, cantando frecuentemente con Georges Thill, Charles Panzéra, Roger Bourdin y André Pernet. 
Con un amplio repertorio francés y alemán, que cantaba en francés, se retiró en 1941.  Se la recuerda como Isolda, Elsa, Charlotte, María Magdalena de Massenet y especialmente la Margarita de La condenación de Fausto de Berlioz en 1936.
Su carrera abarcó desde 1919 a 1941 cuando decidió retirarse. Enseñó en el Conservatorio de París desde 1941 hasta 1963.
En 1908, se había casado con  Charles Martinet, actor conocido como Charles Martinelli (1882-1954) siendo su hijo el famoso actor de la Comédie-Française, Jean Martinelli (1909-1983).
Fue condecorada con la Legión de Honor en 1938 y está enterrada en el cementerio de Père-Lachaise

## Legado discográfico[5]
Sello Polydor
- Aida (Verdi): Vers Nous Reviens Vainqueur 566112

- La Damnation de Faust (Berlioz): Autrefois un roi de Thulé 566040

- La Damnation de Faust (Berlioz): D'amour, l'ardente flamme Polydor 566040

- Marie-Magdeleine (Massenet): C'est ici même, à cette place 566100

- Otello (Verdi): Ave Maria 566112

- Salammbô (Reyer): Air Des Colombes 566056

- Werther (Massenet): Air des Larmes 561065

Sello Columbia
- Lohengrin (Wagner): Ah! si de tol j'étais plus digne with Thill CLX 1930-1

- La Walkyrie (Wagner): Siegmund suis-je with Till LFX 220

- Lohengrin (Wagner): Grand Dieu! Crainte soudaine! with Till CLX 1931-1

- Maîtres chanteurs de Nuremberg (Wagner): Oui, c'est vous ! with Thill LFX 373